# 糯米卷
糯米卷是潮汕小吃，潮州人稱腐膜，也是廣東、香港和澳門地區常見的飲茶點心及小吃，是以用澄麵和生粉搓成粉糰的皮，卷住用糯米做的餡料，蒸熟用刀切件便成。

## 简易食谱
1. 餡料部份：糯米與冬菇浸4小時，將糯米用布隔水，用大火蒸15分鐘。
2. 蒸15分鐘後，於面噴上少許水，再蒸多15分鐘。
3. 花生微波8分鐘，再打開蓋炒一炒，再微波5分鐘。
4. 等花生灘凍後，放进袋子，接着用麵棍壓碎(保留颗粒)
5. 炒香花生，將糯米飯加入拌勻并调味。
6. 糯米飯放至凉，將糯米飯倒入抹上油的盤中并壓實，接着放入雪櫃雪4小時以上。
7. 外皮部分：將酵母6g，加食用開水20g拌勻
8. 将底筋麵粉300g，生粉40g，砂糖56g，泡打粉4g拌勻。过后倒入酵母水，并且慢慢分多次加入150g牛奶於粉糰中。
9. 將粉糰搓勻，再加入1湯匙油搓粉糰搓至光滑軟身。
10. 當粉糰搓至光滑後，用濕布蓋起，靜止30分鐘。
11. 將粉糰平均分成3份，將已經硬身的糯米飯用刀平均切開3條。
12. 將粉糰用麵棍搓出和糯米飯一樣長度的薄片，將一條糯米飯包上粉糰。
13. 糯米卷埋口位向下，放上牛油紙上，靜止20分鐘，过后用大火蒸6分鐘即可。